# 拉古韦尔迪
拉古韦尔迪是巴西马拉尼昂州的一个市镇。总面积460.218平方公里，总人口14546人，人口密度31.6人/平方公里。